# Oblęgorek
Oblęgorek is een plaats in het Poolse district  Kielecki, woiwodschap Święty Krzyż. De plaats maakt deel uit van de gemeente Strawczyn en telt 950 inwoners.